# 長敬寺
長敬寺（ちょうきょうじ）は、岐阜県郡上市にある浄土真宗大谷派の寺院。

## 歴史
慶長6年（1601年）に八幡城主遠藤慶隆は、古今伝授の祖といわれる東常縁の玄孫の正勧坊正欽が、飛騨高山の照蓮寺にいると聞き及び、これを招いて創建し、自らの菩提寺とした。
慶応4年（1868年）4月、江戸城開城に際し、郡上藩士45名が凌霜隊を組織し、会津藩の救援に向かい一緒に新政府軍と戦った。9月に会津藩が降伏すると同隊は郡上に護送され獄舎に入れられた。犠牲者が出るに及び、明治2年に城下寺院の嘆願により長敬寺に移され、明治3年に釈放された。

## 所在地
- 岐阜県郡上市八幡町職人町742

## その他
- 本堂裏に遠藤慶隆のものとされる墓があり、古絵図によると寺の裏近くに矢場があった。